# テレビ朝日系列月曜夜7時台枠のアニメ
テレビ朝日系列月曜夜7時台枠のアニメは、過去テレビ朝日系列で毎週月曜19時00分 - 19時30分および19時30分 - 20時00分（JST）に放送されたアニメの作品一覧である。
なお後半の前身・中断中に放送されたドラマに関しては、

## 歴史
この時間帯は1996年4月以来1時間枠であり、アニメを放送していないが、かつては火曜、金曜、土曜と並ぶテレビ朝日の人気アニメの枠だった。

### 前半
- 前半枠は1963年11月4日に開始した、東映動画（現：東映アニメーション）制作の劇場アニメの分割版や短編アニメを放送する『ピーコック劇場』が最初。その後『宇宙パトロールホッパ→パトロールホッパ・宇宙っ子ジュン』から『魔女っ子メグちゃん』まで約12年間一貫して東映動画のレギュラー枠となる。中でも『魔法使いサリー』（第1作）から始まった『東映魔女っ子シリーズ』は大ヒットとなった。
- その後は中断を置きながらアニメを継続、そしてそれまで月〜土の夕方や日曜朝に放送されていた藤子アニメ『忍者ハットリくん』（アニメ版）が1983年3月7日よりこの枠で放送、久々のヒット作となる。
- その後金曜から移動してきた『メタルヒーローシリーズ』で1年9ヶ月中断した後、ニュース番組『ニュースシャトルANN』設置で枠が10分繰上がると、『藤子不二雄ワールド→藤子不二雄Aワールド』でアニメ再開、『ニュースシャトル』の18:00移動後は、『藤子不二雄Aワールド』から『ビリ犬なんでも商会』を独立放送、そして1989年10月9日から、かつてこの枠で放送された『魔法使いサリー』をリバイバル、2年放送した。
- 半年の中断後、1992年4月13日より『クレヨンしんちゃん』をこの枠で開始、一躍人気番組となった。だが、1996年3月25日放送をもって金曜19:30に移動し、月曜19時枠のアニメは事実上終了した。なお『しんちゃん』はその後変遷を繰り返しながら現在も放送中である。

### 後半
- 後半枠は1964年4月に開始した『バッグス・バニー・ショー（第3期）』（当時ネットの毎日放送制作）が初。その後何度も中断を置きながらアニメを継続するが、この時期は日本国外のアニメが主流であった。そして1972年からは特撮番組や青春ドラマのため、長期の中断となる。
- 1976年4月より、それまで水曜19:30に放送されていた『一休さん』がこの枠に移動、一躍人気番組になり、通算7年続いた長寿作品となった。
- その後は『月曜スペシャル90』による中断を挟みながらアニメを放送するも、1986年9月29日の『銀牙 -流れ星 銀-』終了をもって、前半枠よりいち早くアニメから撤退した。そして『銀牙』の制作である東映動画の制作枠は新たに土曜19:00に移動し、『聖闘士星矢』を開始する。

## 作品リスト

### 19時00分 - 19時30分（第1期）
- ピーコック劇場（1963年11月4日 - 1965年1月25日。なお1964年10月12日 - 11月16日は東京オリンピック関連番組のため休止）
- 宇宙パトロールホッパ→パトロールホッパ・宇宙っ子ジュン（1965年2月1日 - 12月27日。なお12月以降は再放送）
- ハッスルパンチ（1966年1月10日 - 4月25日） - 19:30より移動
- 海賊王子（1966年5月2日 - 11月28日）
- 魔法使いサリー（第1作）[1]（1966年12月5日 - 1968年12月30日） - ここから『東映魔女っ子シリーズ』
- ひみつのアッコちゃん（第1作）[2]（1969年1月6日 - 1970年10月26日）
- 魔法のマコちゃん（1970年11月2日 - 1971年9月27日）
- さるとびエッちゃん（1971年10月4日 - 1972年3月27日）
- 魔法使いチャッピー（1972年4月3日 - 12月25日）
- バビル二世（第1作）（1973年1月1日 - 9月24日）
- ミラクル少女リミットちゃん（1973年10月1日 - 1974年3月25日）
- 魔女っ子メグちゃん（1974年4月1日 - 1975年9月29日） - ここまで『東映魔女っ子シリーズ』[3]
- アンデス少年ペペロの冒険（1975年10月6日 - 1976年3月29日）

※アニメ中断。この間は特撮番組（『ザ・カゲスター』『5年3組魔法組』）を放送。
- 激走!ルーベンカイザー（1977年10月10日 - 1978年2月6日）
- 魔女っ子チックル（1978年3月6日 - 1979年1月29日）
- まんが 赤い鳥のこころ（1979年2月5日 - 7月30日）

※アニメ中断。この間はクイズ番組（『家族対抗オリンピッククイズ』）、青春ドラマ（『花よめは16歳』『生徒諸君!』）を放送。
- タイガーマスクII世（1981年4月20日 - 1982年1月18日）
- あさりちゃん（1982年1月25日 - 1983年2月28日）
- 忍者ハットリくん（アニメ版）（1983年3月7日 - 1985年3月25日） - 1981年10月から1983年3月の間は、月〜土の18:50 - 19:00と日9:30 - 10:00（以上『藤子不二雄劇場）で放送。1985年4月からは火曜19:00の『藤子不二雄ワイド』内へ移動。
- 名探偵ホームズ（1985年4月15日 - 5月20日） - 火曜19:00より移動。
- コンポラキッド（1985年6月3日 - 12月23日）

※アニメ中断。この間は特撮番組（『メタルヒーローシリーズ』。金曜19:30より移動）を放送。

### 18時50分 - 19時20分
- 藤子不二雄ワールド→藤子不二雄Aワールド[4]（1987年10月19日 - 1989年3月27日）

### 19時00分 - 19時30分（第2期）
- ビリ犬なんでも商会（1989年4月10日 - 9月18日） - 『藤子不二雄Aワールド』から独立。
- 魔法使いサリー（第2作）（1989年10月9日 - 1991年9月23日）

※アニメ中断。この間はクイズ番組（『クイズいたずら大王!』）、バラエティ番組（『痛快!いたずらジャジャンボ』）を放送。
- クレヨンしんちゃん（1992年4月13日 - 1996年3月25日） - 金曜19:30へ移動。

### 19時30分 - 20時00分
- バックス・バニー劇場（第3期）（1964年4月 - 6月） - 日本国外作品。毎日放送制作。

※アニメ中断。この間は海外ドラマ『海の驚異』『サハリ』、歌謡番組『青春の歌謡ショー』を放送。
- ハッスルパンチ（1965年11月1日 - 12月27日） - 19:00へ移動）

※アニメ中断。この間は海外ミュージカル（『ゴーゴー・フラバルー』）、討論番組（『ふたりで話そう 幹事長・書記長』）を放送。
- ハッスルパンチ（再放送）（1966年7月11日 - 9月26日）

※アニメ中断。この間は海外ドラマ（『ダグタリ』）、バラエティ番組（『演芸スターショー』『演芸まんがショー』）を放送（『ダグタリ』と『スターショー』の枠は19:30 - 20:30）。
- ピュンピュン丸（第1期）（1967年7月3日 - 9月18日）

※アニメ中断。この間はドラマ（『おれの太陽→涙の栄冠馬・おれの太陽』）、映画番組（『月曜ロードショー』。枠は19:30 - 20:55）、特撮番組（『ジャイアントロボ』。水曜19:00より移動）を放送。
- 大魔王シャザーン（1968年4月8日 - 5月27日） - 金曜19:30より移動。日米合作作品。

アニメ中断。この間は音楽番組（『美空ひばりショー ひばりはひばり』『ヤングポップスエキサイト』）を放送。
- 怪獣王ターガン（1969年4月7日 - 8月11日） - 日本国外作品。
- 宇宙忍者ゴームズ（1969年8月18日 - 12月22日） - 日本国外作品。
- ピュンピュン丸（第2期）（1969年12月29日 - 1970年3月30日）
- チキチキマシン猛レース（1970年4月6日 - 7月27日） - ここから日本国外作品。
- スカイキッドブラック魔王（1970年8月3日 - 11月23日）
- 幽霊城のドボチョン一家（1970年11月30日 - 1971年3月29日）

※アニメ中断。この間は動物ドラマ（『チンパン探偵ムッシュバラバラ』）を放送。
- 電子鳥人Uバード（1971年8月2日 - 12月13日）
- ドラドラ子猫とチャカチャカ娘（1971年12月20日 - 1972年4月3日）
- ドボチョン一家の幽霊旅行（1972年4月10日 - 6月26日） - 金曜19:30に移動。ここまで日本国外作品。

アニメ中断。この間は特撮番組（『緊急指令10-4・10-10』『正義のシンボル コンドールマン』）、青春ドラマ（『どっこい大作』ほか）を放送。
- 一休さん（1976年4月 - 1982年6月28日） - 水曜19:30より移動。
- The・かぼちゃワイン（1982年7月5日 - 1984年8月27日）

※アニメ中断。この間は単発特別番組枠（『月曜スペシャル90』。枠は19:30 - 20:54）を放送。
- 昭和アホ草紙あかぬけ一番!（1985年10月7日 - 1986年3月24日）
- 銀牙 -流れ星 銀-（1986年4月7日 - 9月22日）